# Desnaturalització
|  | Per a altres significats, vegeu «Desnaturalització industrial». |

En bioquímica, la desnaturalització és un canvi estructural de les proteïnes o àcids nucleics, on perden la seva estructura terciària i estructura secundària, per haver aplicat una força externa o compost químic, com pot ser un àcid fort o una base química, una sal inorgànica concentrada o un solvent (per exemple alcohol o cloroform) o la calor. Si les proteïnes en un organisme viu es desnaturalitzen això resulta en una interrupció de l'activitat cel·lular i possiblement la mort cel·lular. Les proteïnes desnaturalitzades poden mostrar una ampli rang de característiques, des de la pèrdua de la solubilitat a l'agregació.
El concepte de desnaturalització bioquímica no està relacionat amb la desnaturalització intencionada de productes com en el cas d'alcohol desnaturalitzat, oli desnaturalitzat en els quals els productes es mesclen amb additius per a fer-los no aptes pel consum humà i dedicar-los normalment a processos industrials.

## Desnaturalizació d'una proteïna

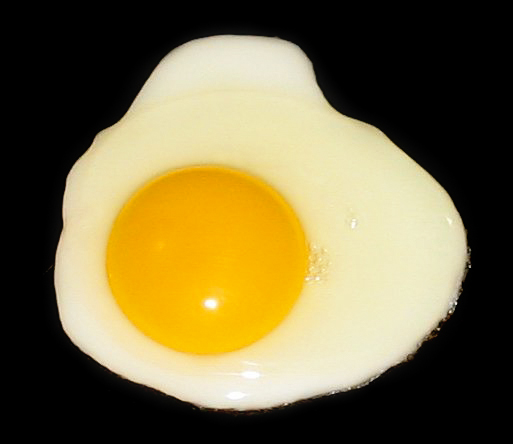
En l'ou ferrat la proteïna de la clara d'ou ha quedat desnaturalitzada irreversiblement

Si la forma de les proteïnes és alterada per uns factors externs determinats no és capaç ja de complir la seva funció cel·lular. En la desnaturalització de l'estructura quaternària, les subunitats de proteïnes (aminoàcids) fes separen o la seva posició espacial es corromp.
- La desnaturalització de l'estructura terciària implica la interrupció de:
  - Enllaços covalents entre les cadenes laterals dels aminoàcids (com els ponts disulfurs entre les cisteïnes).
  - Enllaços no covalents dipol-dipol entre cadenes laterals polars d'aminoàcids.
  - Enllaços dipol induïts per forces de Van Der Waals entre cadenes laterals no polars d'aminoàcids.
- En la desnaturalització de l'estructura secundària les proteïnes perden tots els patrons de repetició regulars com les hèlixs alfa i adopten formes aleatòries.
- L'estructura primària, la seqüència d'aminoàcids lligats per enllaços peptídics, no queda interrompuda per la desnaturalització.

### Pèrdua de la funció
La majoria de les proteïnes perden la seva funció biològica quan estan desnaturalitzades, per exemple, els enzims perden la seva activitat catalítica, perquè els substrats químics no poden unir-se ja més al centre actiu, i perquè els residus de l'aminoàcid implicat en l'estabilització dels substrats no estan posicionats per a fer-ho.

### Reversibilitat i irreversibilitat
En moltes proteïnes la desnaturalització no és reversible; això depèn del grau de modificació de les estructures de la proteïna.
La desnaturalització d'àcids nucleic com l'ADN per altes temperatures produeix una separació de la seva doble hèlix, que ocorre perquè els enllaços d'hidrogen es trenquen. Això pot passar durant la reacció en cadena de la polimerasa; les cadenes d'àcid nucleic tornen a unir-se (renaturalitzar-se) una vegada que les condicions es restauren. Si les condicions són restaurades ràpidament les cadenes pot ser que no s'alineen correctament.

### Efecte del pH sobre l'estructura de les proteïnes
Els ions H+ i OH- de l'aigua a més d'afectar l'embolcall aquós de les proteïnes també n'afecten la càrrega elèctrica dels grups àcids i bàsics de les cadenes laterals dels aminoàcids. Això provoca sovint la precipitació de les proteïnes.

### Efecte de la temperatura sobre l'estructura de les proteïnes
Amb l'augment de la temperatura hi ha un augment de l'energia cinètica de les molècules amb la qual cosa se'n desorganitza l'embolcall aquós i es desnaturalitzen. També se'n desorganitza l'estructura de manera que l'interior hidròfob interacciona amb el medi aquós i es produeix l'agregació i precipitació de la proteïna desnaturalitzada.